# Camryn Bynum
Camryn Bynum (Corona, 19 luglio 1998) è un giocatore di football americano statunitense di origini filippine che milita nel ruolo di safety per gli Indianapolis Colts della National Football League (NFL).

## Carriera

### Minnesota Vikings
Bynum al college giocò a football a California. Fu scelto nel corso del quarto giro (125º assoluto) nel Draft NFL 2021 dai Minnesota Vikings. Debuttò subentrando nella gara della settimana 1 contro i Cincinnati Bengals, mettendo a segno 2 tackle. Disputò la prima gara come titolare e fece registrare il suo primo intercetto nella sconfitta della settimana 9 contro i Baltimore Ravens. La sua stagione da rookie si concluse con 28 tackle, un sack e un intercetto in 14 presenze, 3 delle quali come titolare.
Nel settimo turno della stagione 2023, Bynum fece registrare due intercetti su Brock Purdy, incluso quello nel finale che chiuse la partita, vinta contro i favoriti San Francisco 49ers. Per questa prestazione fu premiato come miglior difensore della NFC della settimana.

### Indianapolis Colts
Il 10 marzo 2025 Bynum firmò con gli Indianapolis Colts un contratto quadriennale del valore di 60 milioni di dollari.

## Palmarès
- Difensore della NFC della settimana: 1

7ª del 2023